# Altparadies
Altparadies ist eine Siedlung der Gemeinde Schlatt im Schweizer Kanton Thurgau. Bis 1998 gehörte Altparadies zur damaligen Ortsgemeinde Unterschlatt, die sich am 1. Januar 1999 mit Mett-Oberschlatt zur Gemeinde Schlatt zusammenschloss.

## Ortslage
Altparadies grenzt im Norden an den Hochrhein. Im Westen liegt Langwiesen, das zum Kanton Zürich gehört, im Osten der Schaarenwald und im Südosten der Ortsteil Neuparadies der Gemeinde Schlatt. Durch die Lage an den Hauptstrassen 13 und 14 sowie an der Bahnlinie Schaffhausen–Kreuzlingen erfuhr Altparadies in der Zeit der Industrialisierung eine bedeutende Entwicklung.

## Geschichte
Der Ort erhielt seinen Namen vom Kloster Paradies, das nach einer Schenkung des Dorfs Schwarzach in den 1250er-Jahren von Konstanz in den Thurgau umzog. In den folgenden Jahren expandierte das ehemalige Klarissenkloster, und die 876 urkundlich genannte Siedlung Swarza verschwand.

## Verkehr
Altparadies liegt unweit der Hauptstrasse 13 Schaffhausen–Kreuzlingen und ist mit der Fähre Paradies mit dem Ortsteil Stemmer der deutschen Gemeinde Büsingen am Hochrhein verbunden.

## Bilder

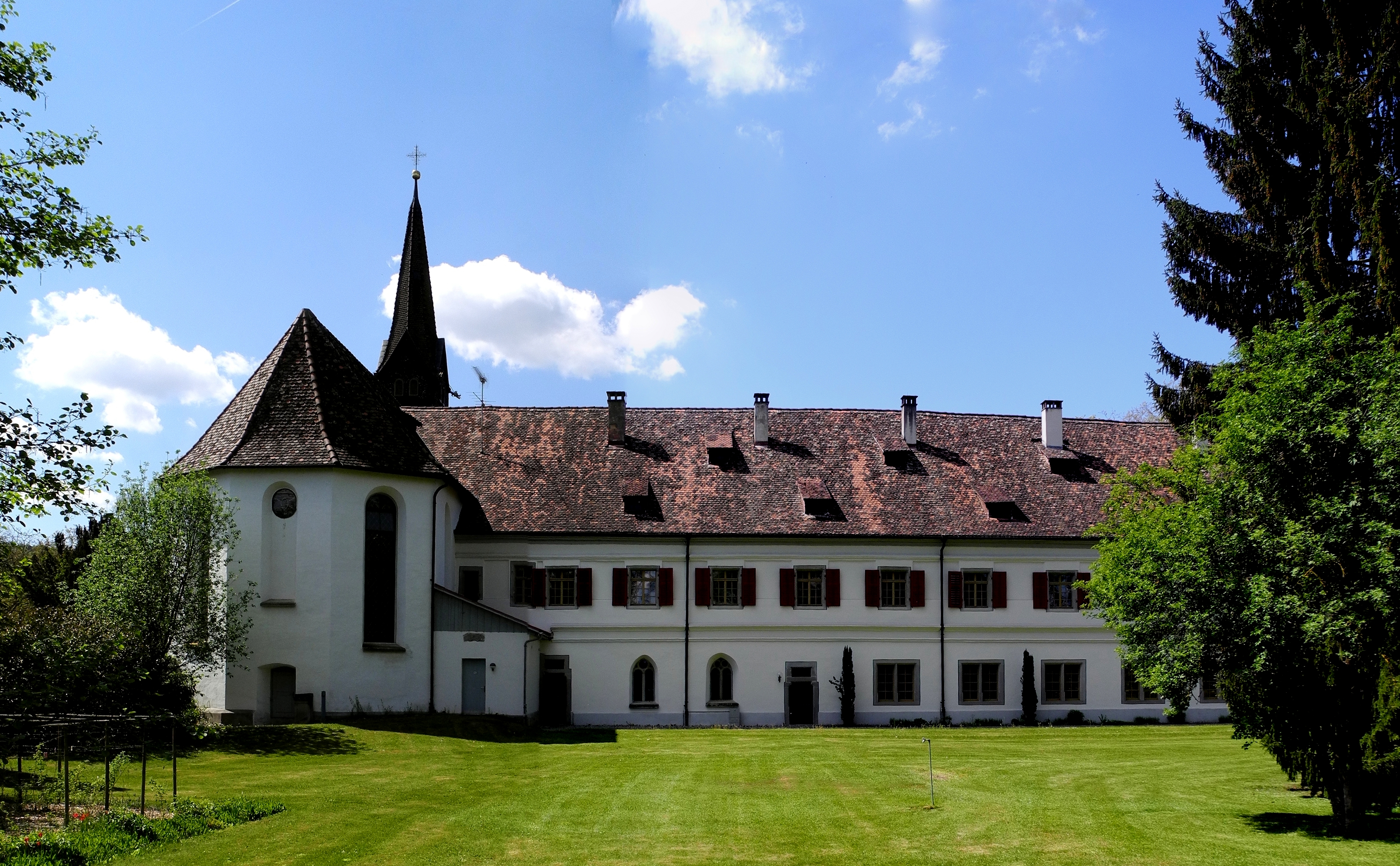
Kloster Altparadies
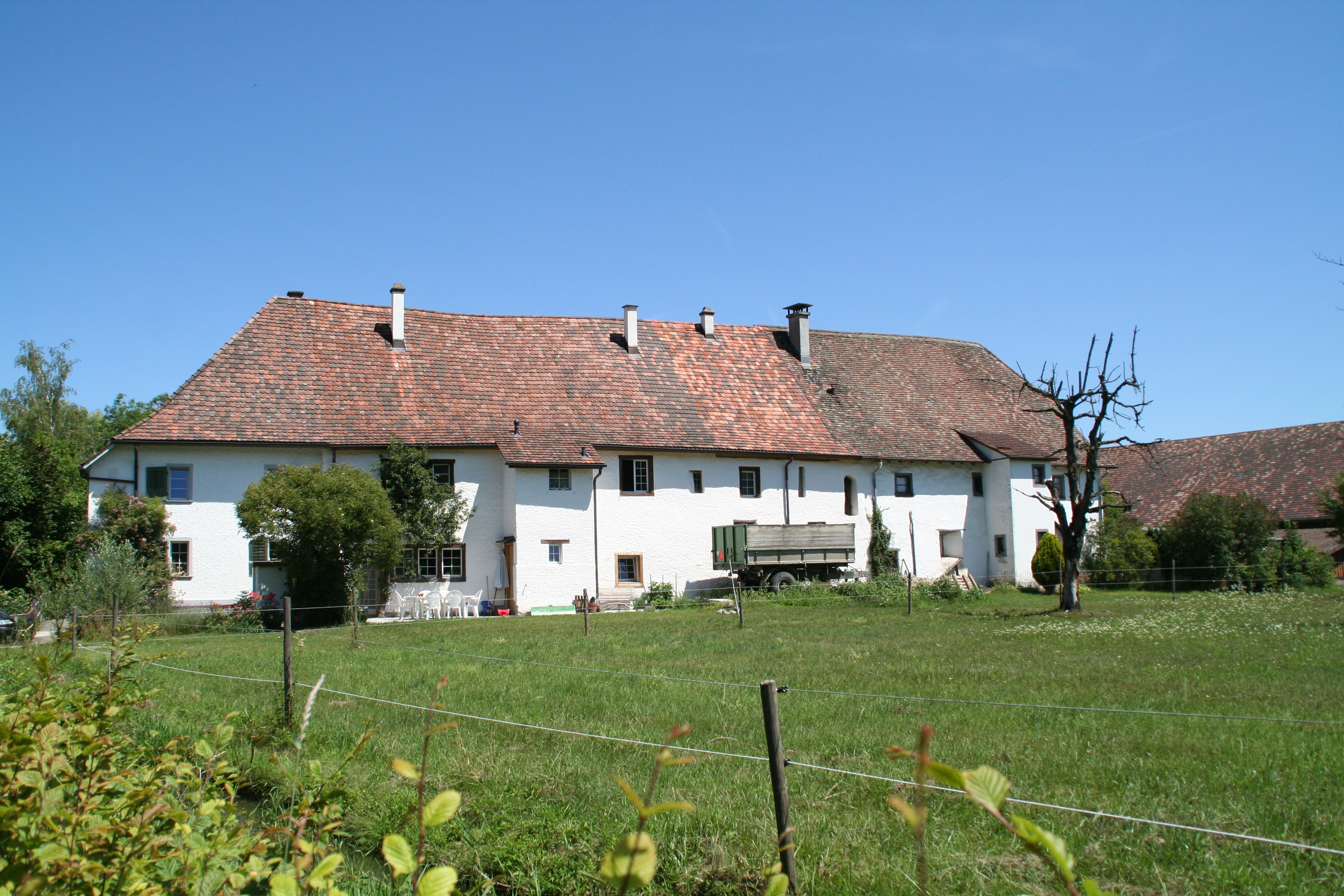
Klostergut Paradies
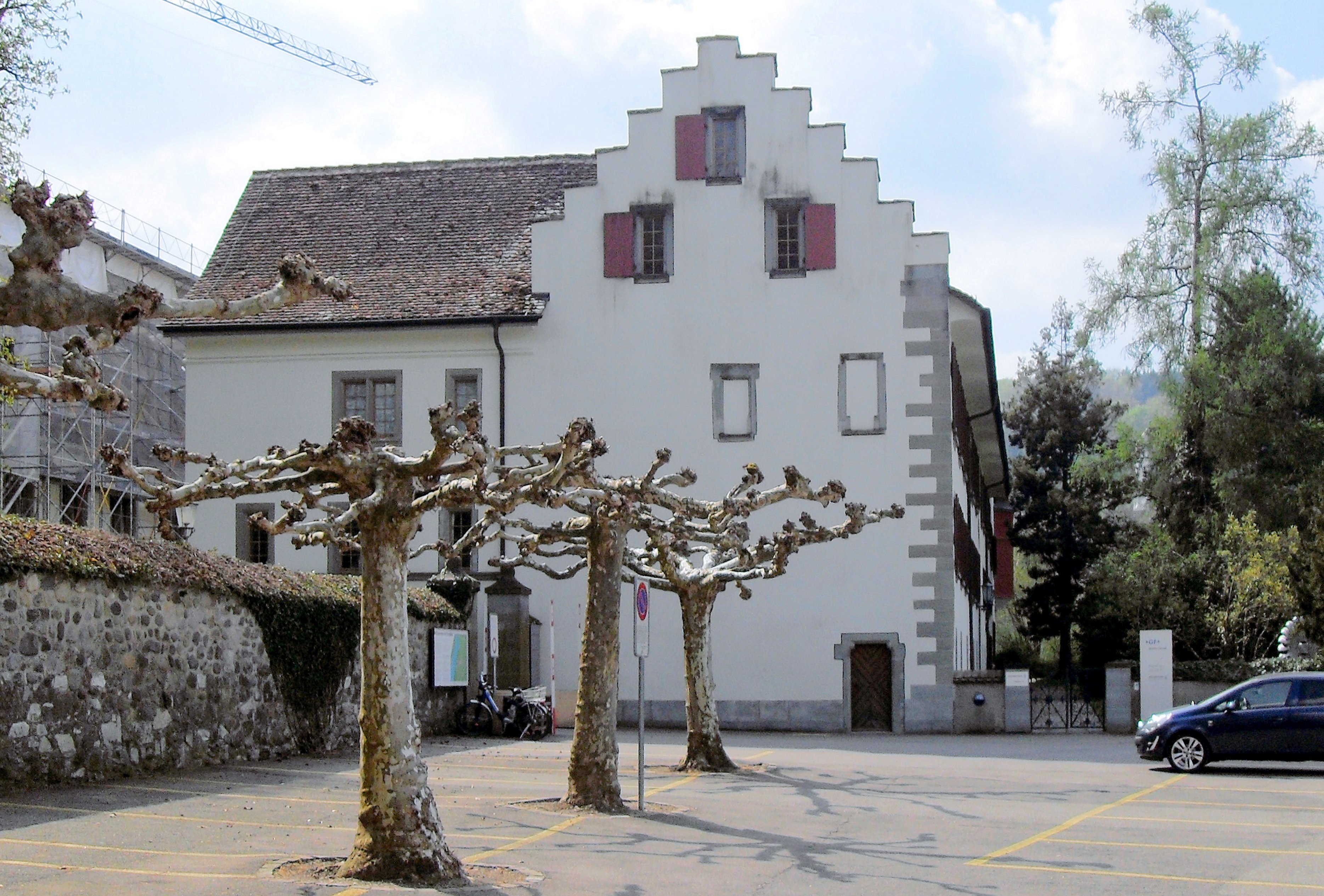
Eisenbibliothek
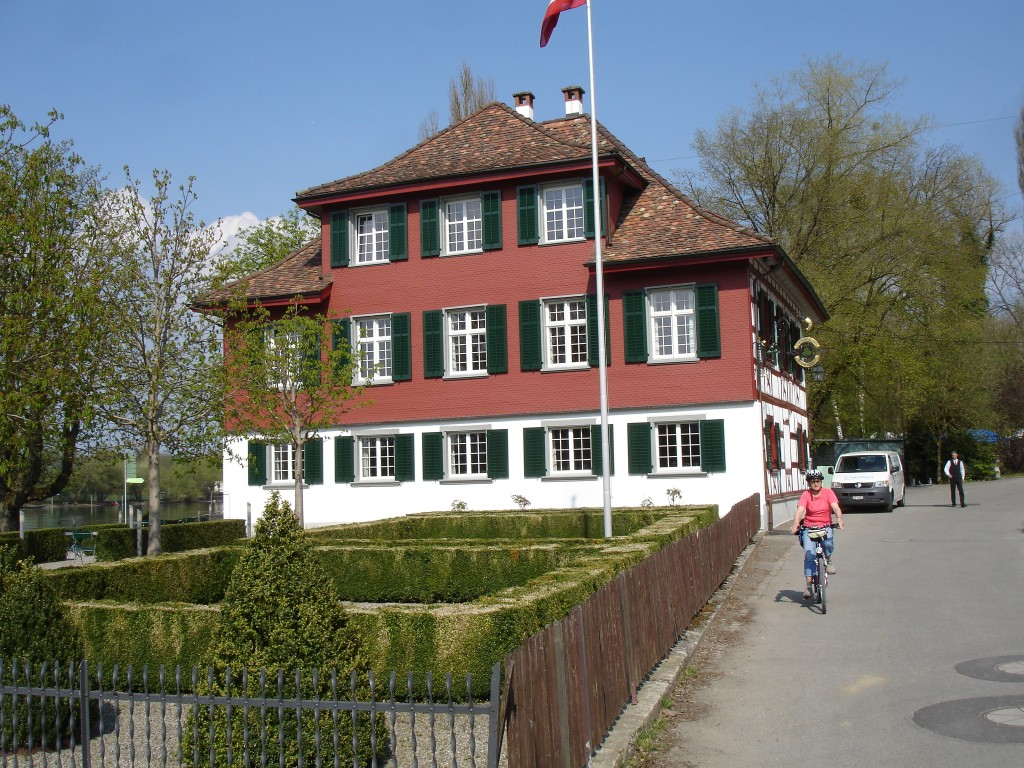
Restaurant Paradiesli